# گدکلو
گدکلو، روستایی در دهستان لیلان غربی بخش مرکزی شهرستان لیلان در استان آذربایجان شرقی ایران است.

## جمعیت
بر پایه سرشماری عمومی نفوس و مسکن در سال ۱۳۹۵، جمعیت این روستا برابر با ۱٬۴۸۱ نفر (۴۴۰ خانوار) بوده‌است.